# Banteay Prey Nokor
Banteay Prei Nokor är ett gammalt tempelkomplex i nordvästra Kampong Cham, Kambodja.

## Historia
Tempelkomplexet Banteay Prey Nokor är särskilt känt för templet Wat Nokor i Khum i Kompong Siem, 1200 meter från staden Kompong Cham. Monumentet byggdes av sandsten och laterit och daterar sig till Jayavarman II:s sista regeringsår. Komplexet består av ett centralt torn omgiven av fyra murar i laterit. Det centrala tornet i Vat Nokor är dekorerad med motiv liknande de i Bayon med buddhistiska scener på frontonen.
Tempelkomplexet tros även ha varit Jayavarman II:s residens en tid, varifrån han utvidgade sitt inflytande över närliggande furstendömen.
Lokalbefolkningen kallar templet ibland för 'Wat Angkor', även om en skylt vid entrén numera officiellt kallar det Wat Nokor Bachey. Templet har ett antal utmärkande egenskaper utöver det faktum att det är det största forntida tempelkomplexet i provinsen Kampong Cham. En av dessa kännetecken anspelar på att det är byggt i svart sandsten, vilket gör att det sticker ut jämfört med andra tempel från perioden, vilka ofta är byggda i tegel eller rödaktig sandsten. Templet har en inskription som ännu alla besökare kan se (och till och med får beröra) i templets centrala paviljong. Templet har också en 'Chartre'-effekt i vilka andra moderna tempel av olika stilar har byggts kring och den ursprungliga angkoriska byggnaden skapade en blandning av olika arkitektoniska stilar. Det finns många legender kring templets ursprung, men den populäraste har oidipala övertoner. Enligt denna legend, byggdes templet av en kung som av misstag dödade sin far och gifte sig med sin mor. Liksom i den grekiska legenden, blev sonen lämnad att dö av sin far sedan en siare berättat för honom att hans son kommer att döda honom. Sonen dör dock inte utan återvänder till sitt kungarike utan att veta att hans far var kungen själv. Efter att bråkat längs vägen dödar sonen kungen och gifter sig med hans drottning som också är hans mor. Efter att han upptäckt detta brott, låter han bygga Wat Nokor som bot för sitt brott.
Wat Nokor får inte den uppmärksamhet eller det underhåll som templet förtjänar med sina illa skötta marker och trädgårdar. Templet har stor potential som en sevärdhet, men är ännu inte ordentligt utvecklat.

## Världsarvsstatus
Den 1 september 1992 sattes tempelkomplexet upp på Kambodjas tentativa världsarvslista.